# Abba Arika
Rav Abba bar Aybo (רַב אַבָּא בַּר אִיבּוֹ: aramaico talmúdico; 175−247 EC), comumente conhecido como Abba Arika (אַבָּא אריכא) ou simplesmente Rav (רַב), foi um judeu amora do século III. Nasceu e viveu em Kafri, Assuristão, no Império Sassânida.
Em Sura, Arika iniciou o estudo sistemático das tradições rabínicas, que, usando a Mishná como texto fundamental, levou à compilação do Talmude. Com ele começou o longo período de ascendência das prestigiadas academias talmúdicas na Babilônia por volta do ano 220. No Talmude, ele é frequentemente associado a Samuel de Neardeia, um colega amora com quem debateu muitas questões.

## Biografia
O seu sobrenome, “Arika” (em português: o Alto, deveu-se à sua altura, que excedia a de seus contemporâneos. Outros dizem que a grafia correta é “Areka”, por considerá-lo um título honorário, como “Palestrante”. Na literatura tradicional, ele é chamado quase que exclusivamente de Rav, “o Mestre” (tanto por contemporâneos quanto por gerações posteriores), assim como seu professor, Judá, o Príncipe, era conhecido simplesmente como Rabi. Ele é chamado de Rabi Abba apenas na literatura tanaíta, onde vários de seus ditos são preservados. Ele ocupa uma posição intermediária entre os tanaítas e os amoraítas, e lhe é concedido o direito — raramente concedido a alguém que é somente um amoraíta — de contestar a opinião de um tanaíta.
Rav era descendente de uma distinta família babilônica que afirmava ter sua origem em Simei, irmão do rei Davi. Seu pai, Aibo, era irmão de Chiya, o Grande, que viveu na Palestina e era um acadêmico altamente estimado no círculo colegiado do patriarca Judá, o Príncipe. De suas associações na casa de seu tio e, mais tarde, como discípulo dele e como membro da academia em Séforis, Rav adquiriu tal conhecimento da tradição que o tornou seu principal expoente em sua terra natal. Enquanto Judá, o Príncipe ainda vivia, Rav, tendo sido ordenado como professor com certas restrições,) retornou ao Assuristão, referido como “Babilônia” nos escritos judaicos, onde imediatamente iniciou uma carreira, que estava destinada a marcar uma época no desenvolvimento do judaísmo babilônico.
Nos anais das escolas babilônicas, o ano de sua chegada é registrado como o ponto de partida na cronologia da era talmúdica. Foi o 530.º ano da era selêucida e o 219.º ano da Era Comum. Para o cenário de sua atividade, Rav escolheu primeiro Neardeia, onde o exilarca (governante do povo hebreu no exílio) o nomeou agorânomo (mestre de mercado), e Rabi Chila o nomeou professor (amoraíta) de seu colégio. Depois ele se mudou para Sura, no rio Eufrates, onde fundou sua própria escola, que logo se tornou o centro intelectual dos judeus babilônicos. Como renomado professor da Lei e com multidões de discípulos de todas as seções do mundo judaico, Rav viveu e trabalhou em Sura até morrer. Samuel de Neardeia, outro discípulo de Judá, o Príncipe, ao mesmo tempo, trouxe à academia de Neardeia um alto grau de prosperidade; de fato, foi na escola de Rav que o aprendizado judaico na Babilônia encontrou seu lar e centro permanentes. A atividade de Rav tornou a Babilônia independente da Palestina e deu a ela a posição predominante, que estava destinada a ocupar por vários séculos.
Pouco se sabe sobre a vida pessoal de Rav. Parece provável que ele fosse rico, por parecer ter se ocupado por um tempo com o comércio e, depois, com a agricultura. Ele é mencionado como filho de nobres, mas não está claro se esse é um termo carinhoso ou uma descrição verdadeira de seu posição. Rashi nos conta que ele é descrito como filho de grandes homens. Ele era altamente respeitado pelos gentios e também pelos judeus da Babilônia, como demonstrado pela amizade que existia entre ele e o último imperador parta, Artabano IV. Ele foi profundamente afetado pela morte de Artabano em 226 e pela queda dos governantes partas, e não parece ter procurado a amizade de Artaxer I (r,  224–242), fundador do Império Sassânida, embora Samuel de Neardeia provavelmente o tenha feito.
Rav tornou-se parente próximo da família do exilarca por meio do casamento de uma de suas filhas. Seus filhos, Ukban ben Nehmiah e Neemias, foram considerados pessoas da mais alta aristocracia. Rav teve muitos filhos, vários dos quais são mencionados no Talmude, sendo o mais ilustre, o mais velho, Chiya. No entanto, Chiya não sucedeu seu pai como diretor da academia: esse cargo ficou com o discípulo de Rav, Rav Huna. Dois de seus netos ocuparam sucessivamente o cargo de exilarca.
Rav morreu em idade avançada, profundamente lamentado por numerosos discípulos e por todo o judaísmo da Babilônia, que ele havia elevado de uma comparativa insignificância à posição de liderança no judaísmo.
Segundo algumas opiniões, Rav viveu por 300 anos. Pesach Einayim comenta que a oração de Rav, conforme relatado no Talmude, lhe rendeu vida longa.

## Legado
O método de tratamento do material tradicional ao qual o Talmude deve sua origem foi estabelecido na Babilônia por Rav. Esse método toma a Mishná de Judá, o Príncipe como texto ou base, acrescentando a ela outras tradições tanaíticas e derivando de todas elas as explicações teóricas e aplicações práticas da lei religiosa. As opiniões legais e rituais registradas em nome do Rav e suas disputas com Samuel constituem o corpo principal do Talmude Babilônico. Seus inúmeros discípulos — alguns dos quais eram muito influentes e que, em sua maioria, também eram discípulos de Samuel — ampliaram e, em sua capacidade de instrutores e por meio de suas discussões, continuaram o trabalho de Rav. Nas escolas da Babilônia, Rav era corretamente chamado de “nosso grande mestre”. Rav também exerceu uma grande influência positiva sobre as condições morais e religiosas de sua terra natal, não apenas indiretamente, por meio de seus discípulos, mas diretamente, devido ao rigor com que reprimia os abusos em questões de casamento e divórcio e denunciava a ignorância e a negligência em questões de observância ritual.
Rav, diz a tradição, encontrou um campo aberto e negligenciado e o cercou.

## Ensinamentos
Ele deu atenção especial à liturgia da sinagoga. A oração Aleinu apareceu pela primeira vez no manuscrito da liturgia do Rosh Hashaná de Rav. Ele a incluiu no serviço mussaf do Rosh Hashaná como um prólogo para a parte da Realeza do Amidá. Por essa razão, alguns atribuem a Rav a autoria, ou pelo menos a revisão, da Aleinu. Nessa nobre oração são evidenciados um profundo sentimento religioso e um pensamento elevado, bem como a capacidade de usar a língua hebraica de maneira natural, expressiva e clássica. Ele também compôs a oração recitada no Sabá antes do início de um novo mês, Birkat ha-Hodesh.
Os muitos ditos homiléticos e éticos registrados sobre ele demonstram capacidade semelhante. O maior agadista entre os amoraítas babilônicos, ele é o único entre eles cujas declarações agadistas se aproximam em número e conteúdo das dos hagadistas palestinos. O Talmude de Jerusalém preservou muitos de seus pronunciamentos haláquicos e agádicos; e os Midrashim palestinos também contêm muitos de seus aggadot. Rav fazia discursos homiléticos, tanto no beth midrash quanto nas sinagogas. Ele gostava especialmente de discutir em suas homilias, os eventos e personagens da história bíblica; e muitos embelezamentos belos e genuinamente poéticos do registro bíblico, que se tornaram propriedade comum do Agadá, são criações suas. Seu Agadá é particularmente rico em pensamentos sobre a vida moral e as relações dos seres humanos entre si. Alguns desses ensinamentos podem ser citados aqui:
- “Os mandamentos da Torá foram dados apenas para purificar a moral dos homens”[23]
- “Tudo o que não pode ser feito adequadamente em público é proibido, mesmo no aposento mais secreto.”[24]
- “No futuro, uma pessoa fará um julgamento e prestará contas de tudo o que seus olhos viram e ela não comeu.”[25]
- “Quem não tem piedade de seu semelhante não é filho de Abraão.”[26]
- “É melhor se lançar em uma fornalha ardente do que envergonhar publicamente o próximo.”[27]
- “Nunca se deve prometer casamento com uma mulher sem tê-la visto; pode-se, posteriormente, descobrir nela um defeito pelo qual se pode detestá-la e, assim, transgredir o mandamento: 'Amarás o teu próximo como a ti mesmo'”.[28]
- “Um pai nunca deve preferir um filho a outro; o exemplo de José mostra as más consequências que podem resultar.”
- “Enquanto as tâmaras ainda estiverem nas bordas de sua saia, fuja com elas para a destilaria!” [Ou seja, antes de desperdiçar o que tem, que o converta em algo mais produtivo][29]
- “Receba o pagamento. Entregue a mercadoria!” [ou seja, não venda a crédito][30]
- “[É melhor ficar sob o desagrado de Ismael (isto é, dos árabes) do que [o desagrado de] Roma; [é melhor ficar sob o desagrado de Roma do que [o desagrado de] um persa; [é melhor ficar sob o desagrado de um persa do que [o desagrado de] um discípulo dos Sábios; [é melhor ficar sob o desagrado de um discípulo dos Sábios do que [o desagrado de] um órfão e uma viúva.”[31]
- “Um homem deve sempre se ocupar com as palavras da Lei e com os mandamentos, mesmo que não seja por causa deles. Pois, no final, ele o fará por causa deles.”[32]
- “Um homem deve sempre procurar uma [boa] cidade cujo assentamento é recente, considerando que, como seu assentamento é [relativamente] novo, suas iniquidades também são poucas.”[33]
- “Um discípulo dos Sábios deve ter em si um oitavo de um oitavo de orgulho, [e não mais].”[34]

Rav adorava o Livro do Eclesiástico (Sirácida) e advertiu seu discípulo Hamnuna Saba contra o ascetismo injustificável, citando seu conselho de que, considerando a transitoriedade da vida humana, não se deve desprezar as coisas boas deste mundo.
Ele costumava se referir às alegrias celestiais do futuro com as seguintes palavras poéticas:
Nada na Terra se compara à vida futura. No mundo vindouro não haverá comer, nem beber, nem comércio, nem trabalho, nem ódio, nem inveja; mas os justos se sentarão com coroas sobre suas cabeças e se regozijarão no brilho da Presença Divina. 
O Rav também dedicou muita atenção às especulações místicas e transcendentais com relação a Maaseh Bereshit, Maaseh Merkabah e o Nome Divino. Muitas de suas importantes declarações atestam sua tendência nessa direção.